# Рыбак, Виктор Васильевич
Виктор Васильевич Рыбак (бел. Віктар Васільевіч Рыбак; род. 1 марта 1968) — белорусский дипломат.

## Биография
Родился 1 марта 1968 года. В 1992 году окончил Московский институт иностранных языков, в 1996 — Белорусский государственный экономический университет.
С 1992 по 1995 год служил в Вооружённых Силах Республики Беларусь. Свою трудовую деятельность начал в 1995 году в Министерстве внешних экономических связей Белоруссии. Там он проработал до 1997 года, после чего был назначен старшим экспертом, исполняющий обязанности Торгового представителя Белоруссии в Иране. В 1998 году был назначен Временным поверенным в делах Белоруссии в Иране. С 2000 по 2002 — советник, начальник отдела Азии управления Азии и Африки Министерство иностранных дел Белоруссии. В 2003 году был назначен советником Посольства Белоруссии в Иране.
С 2008 по 2016 год — Чрезвычайный и Полномочный Посол Республики Беларусь в Исламской Республике Иран и по совместительству в Исламской Республике Пакистан (с 2001 по 2014). В 2016 году был назначен начальником управления Азии, Австралии и Океании МИДа Белоруссии. С 2018 по 2019 — начальник главного управления Азии, Африки и Латинской Америки МИДа Белоруссии.
12 сентября 2019 года указом президента Республики Беларусь Александра Лукашенко был назначен Чрезвычайным и Полномочным Послом Республики Беларусь в Турецкой Республике и по совместительству в Республике Ирак. 10 декабря 2020 вручил верительные грамоты президенту Ирака Бархаму Салеху, 11 декабря 2020 — президенту Турции Реджепу Эрдогану. Освобождён от посольских должностей 14 января 2025 года.
Помимо родного языка владеет английским и персидским языками.

## Личная жизнь
Женат, имеет двух дочерей.